# Vila fortificada de Vilafranca de Conflent
La vila fortificada de Vilafranca de Conflent és la vila medieval de la vila i comuna d'aquest nom, a la comarca del Conflent, de la Catalunya del Nord. Envoltava la totalitat del nucli de població. El recinte medieval fou substituït en bona part el segle xvii pel mariscal enginyer militar Sébastien Le Prestre de Vauban, autor de les més importants fortificacions d'aquell segle. Tanmateix, es conserven alguns trams del recinte medieval.

## Història
Vilafranca de Conflent, Villae liberae o Ville Franche, fou fundada el 1090/91 pel comte de Cerdanya Guillem Ramon I; en la carta de població, conservada una còpia en el Liber feodurom Ceritaniae, dipositat a l'Arxiu de la Corona d'Aragó. El seu emplaçament fou minuciosament calculat i triat per la seva qualitat defensiva: el camí del Conflent a la Cerdanya havia de passar forçosament per l'interior de la vila. Per tal de crear la població es redactà una carta pobla, o carta de poblament, en la qual es concedien exempcions d'impostos durant uns anys i altres privilegis. Amb això s'atreia població suficient per a la nova vila, anomenada lliure o franca a causa d'aquestes exempcions. Al començament era vila comtal, però aviat passà a ser vila reial. La cronologia de les concessions fetes a la Vila Franca de Conflent fou la següent:
- del 1207 al 1242, abolició de tots els mals usos
- del 1210 al 1270, instauració del dret dels vilafranquins de no ser jutjats enlloc més que a la seva vila
- 1242: instauració d'una fira anual d'una setmana de durada, per Sant Martí (11 de novembre)
- 1243: compilació en un sol document de tots els drets adquirits anteriorment
- 1263: construcció de tres ponts damunt la Tet (malmesos en els aiguats del 1421)
- 1264: abolició del dret de foriscapi
- 1303: ampliació a quinze dies de la fira anual, que començava el dia de Sant Lluc.

Des de l'any 1126 fou la capital de la vegueria del Conflent, o de Vilafranca de Conflent, i des d'aquells mateixos anys, Vilafranca de Conflent envià sempre representats a Corts. Aquesta capitalitat es mantingué fins al 1773, moment en què es traslladà a Prada. La vila estigué emmurallada des de la seva fundació; les muralles foren refetes o arranjades diverses vegades entre el segle xiii i el XV. Aquestes muralles sofriren diversos episodis bèl·lics en els segles successius: diversos episodis de la guerra de Pere el Cerimoniós contra els monarques del Regne de Mallorques, Guerra dels Segadors, Conspiració de Vilafranca de Conflent, Guerra Gran… El 1669 Sébastien Le Prestre de Vauban, enginyer militar creador de les construccions defensives militars més importants de l'edat moderna, dugué a terme una profunda remodelació de les muralles, que culminà amb la construcció del Fort Libèria. La vila mantingué la guarnició militar fins a l'any 1925, i al llarg dels segles xix i xx es van anar reforçant els elements defensius vilafranquins.
Poc després començà la decadència econòmica de la vila: si bé Vilafranca de Conflent mantingué sempre un rellevant paper militar, l'administració fou traslladada a Prada, que anà adquirint el paper de capitalitat que manté avui dia.

## El recinte fortificat
La primera vila murallada fou construïda a partir de la mateixa fundació de la vila. Ocupava pràcticament el mateix espai que es pot veure actualment, tot i que els espais van ser lleugerament afectats en la renovació del recinte dut a terme per Vauban. El recinte inicial, allargassat de ponent a llevant en una planta de caràcter poligonal, tenia quatre baluards: el del Rei, al nord-oest, el de la Reina, al sud-oest, el del Delfí, al nord-est, i el de Cornellà, al sud-est.
De les portes inicials resten actualment la de l'extrem de llevant del carrer de Sant Joan, anomenada Porta Comtal, i un parell de portelles. Pel que fa a les torres cilíndriques que hi havia en el recinte inicial, només es conserven la del Diable, en el terç occidental de la muralla sud, i la del baluard del Rei. A més, a prop de la torre del Diable encara resta una bestorre. Encastada a la torre del Diable hi ha la làpida sepulcral de Ponç Duran de l'any 1286. El seu emplaçament original era la primitiva església de Sant Francesc de Vilafranca de Conflent, actualment pràcticament del tot desapareguda.
Hi ha també alguns panys de muralles no alterats el segle XVII: bona part de la zona sud del recinte, a banda i banda de l'església parroquial de Sant Jaume, els extrems oest i nord-oest, fragments de les muralles septentrionals, trossos importants de l'extrem oriental i sud-oriental del recinte i bastants elements constructius al llarg del carrer de Sant Joan, com les torres de l'Antic Hospital, anomenada Torre d'en Solanell, i de la Casa de la Vila, dita també la Talaia.
En el desenvolupament del projecte de Vauban, s'incorporaren a les muralles dos baluards més, de caràcter i planta diferents un de l'altre: el de la Carnisseria al mig de la muralla del nord i el de la Muntanya, a prop del mig de la del sud, es referen els altres quatre baluards adaptant-los al concepte de baluard del prestigiós enginyer militar i, ja en el segle xviii es van construir les dues portes extremes del recinte: la d'Espanya a ponent i la de França a llevant, substituint les antigues portes medievals, massa estretes per a les noves necessitats del moment. La porta medieval oriental, anomenada Porta Comtal, encara subsisteix a prop de la Porta de França. Cal destacar que la Via Conflentana, després Camí ral de Cerdanya, travessava la població mitjançant el carrer de Sant Joan, entrant-hi i sortint-ne per aquestes dues portes.

## L'interior de la vila
Dins d'una petita xarxa de carrers de traçat clarament medieval, es conserven força elements de les cases que constituïen el nucli urbà medieval. Garrigou Grandchamp fa una relació de fins a 49 edificis construïts entre el segle xiii i el XV (si bé la majoria estan afectats per reformes posteriors). El carrer de Sant Joan és el que en concentra més, però també se'n troben en d'altres carrers de la vila.
| - Plaça de l'Església - Casa de la Vila - Sant Jaume - Casa Autié - Carrer de Sant Jaume - Casa Deixona (núms. 4 i 4 bis) - Casa del 5/7 - Casa del 6 - Casa del 8 - Casa del 20 - Casa del 34 - Casa del 36 - Carrer de Sant Joan - Casa Boier (núm. 2) - Casa de Jaume Martí (núm. 7) - Casa del 9 - Casa de l'11 - Casa de Josep Martí (núm. 13) - Casa del 17 | - - Casa del 18 - 22 - Casa del 19 - Casa d'Enriqueta Duran (núms. 24 - 26) - Casa de Lleó Berjoan (núm. 27) - Casa de Cecília Pi (núm. 29) - Casa Masdéu (núms. 28 - 30) - Casa Laporta (núm. 32) - Casa del 34 - Casa del 36 - Antic Hospital (núm. 38) - Casa del 38 bis - Casa de Pere Berjoan (núm. 39) - Casa del 41 - Casa del 42 - Casa del 43 - Casa d'Emili Maurí (núm. 44) - Casa del 45 - Casa del 47 | - - Casa del 49 - Casa del 51 - Casa de Llar (núm. 53) - Casa Alazet (núm. 58) - Casa de Raül Duran (núm. 65) - Casa de l'Infant (núm. 67) - Casa de Jaume Vergers del 73 - Casa Carreres (núm. 75) - Casa Querol (núm. 77) - Casa de Jaume Vergers del 79 - Casa de Pere Vergers (núm. 81) - Casa del 83 - Carrer de Sant Pere - Casa del 5 - Casa del 6 - Casa del 7 - Carrer dels Teixidors - Casa del 6 - Casa de l'11 |

## Galeria

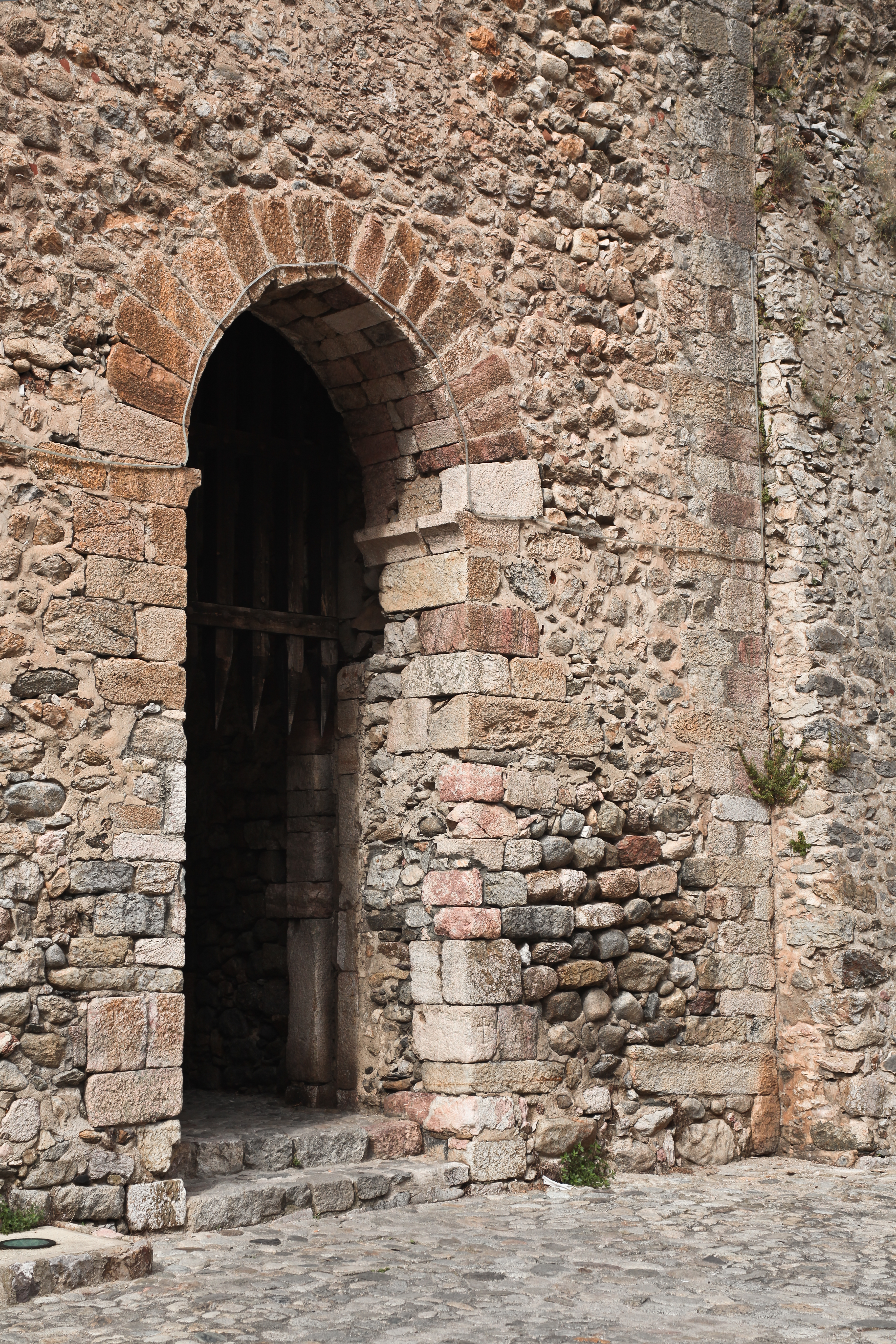
La Porta Comtal, del segle XII
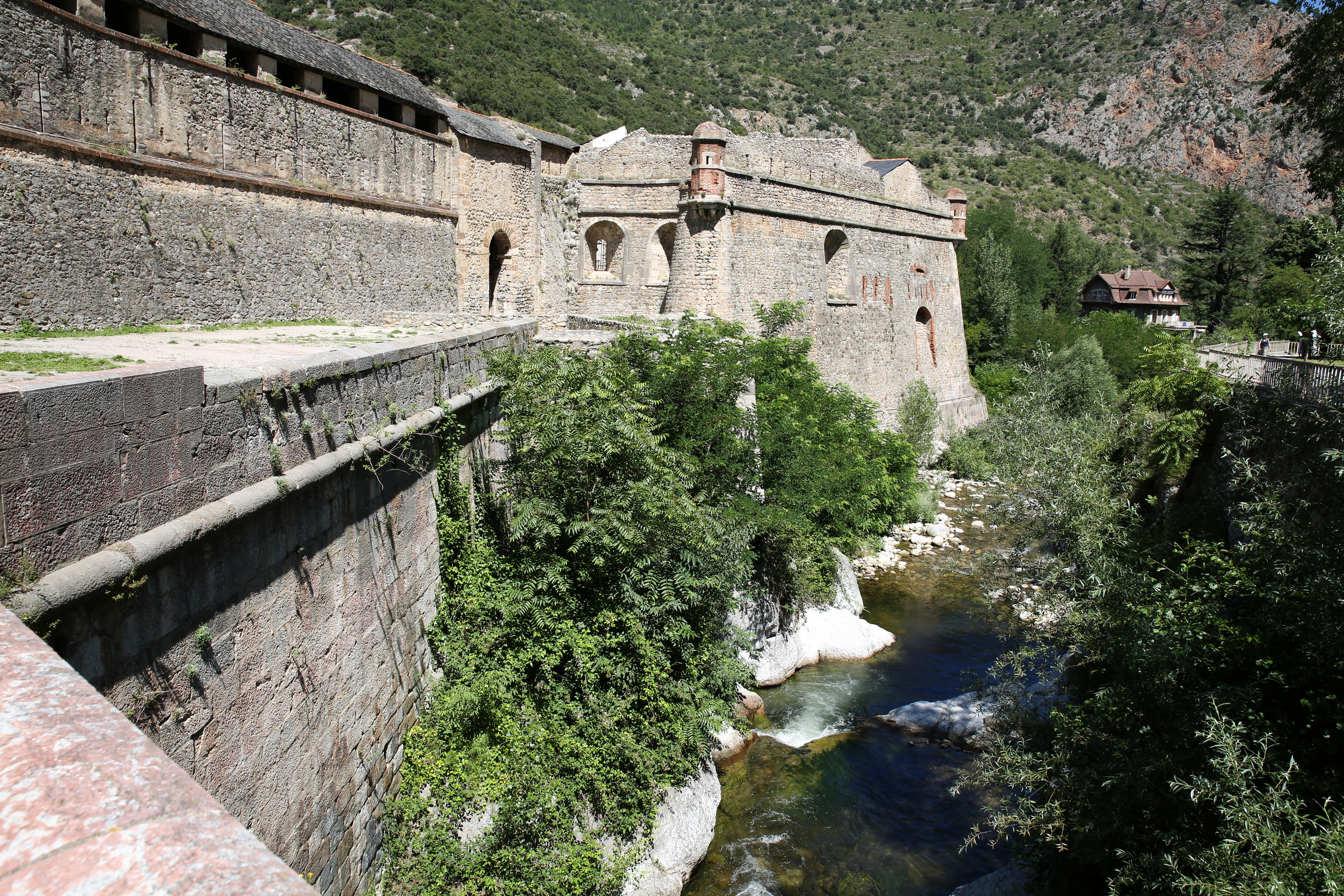
Muralla est, ran del Cadí, del segle XVII
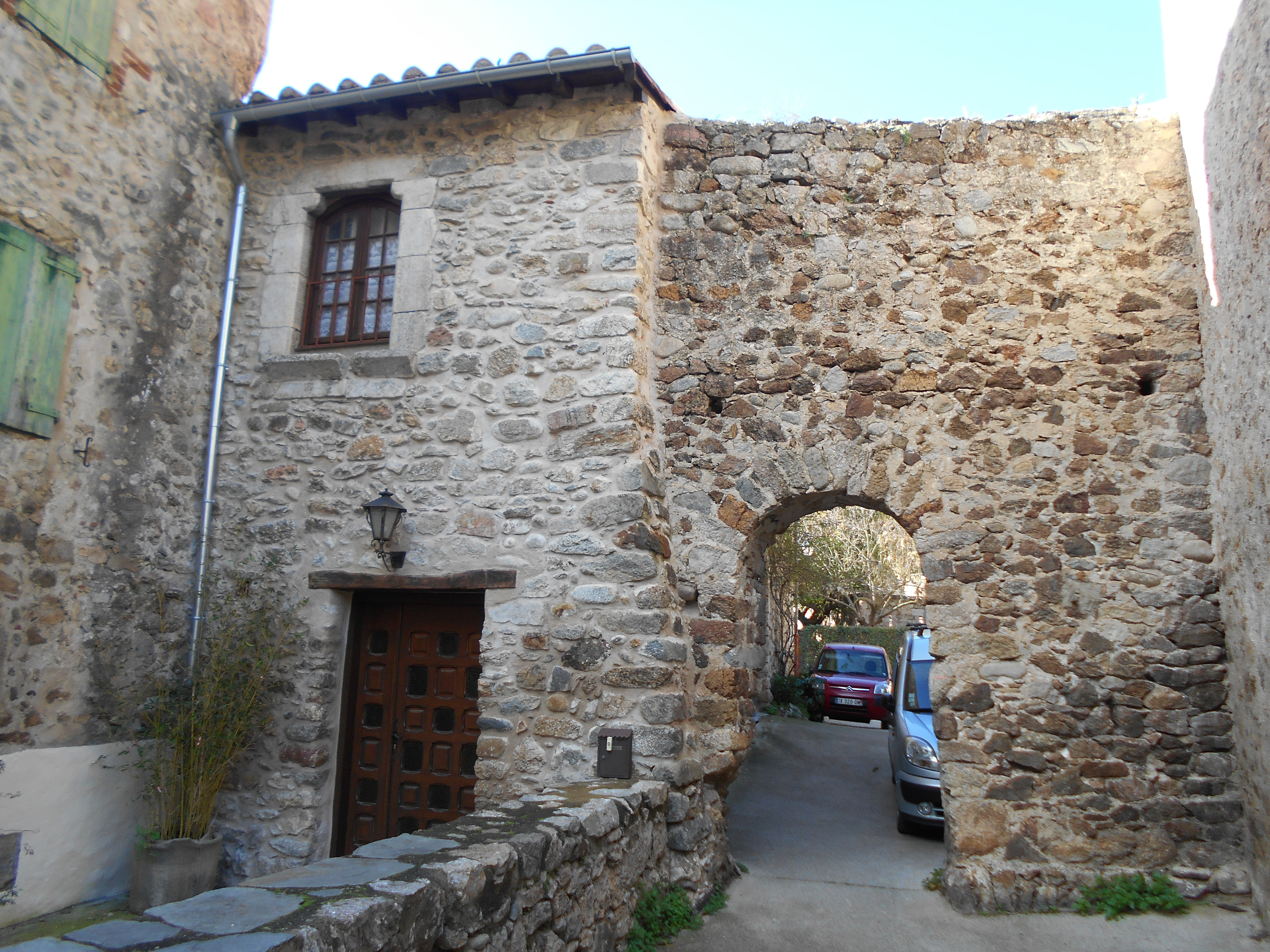
Un fragment del recinte medieval
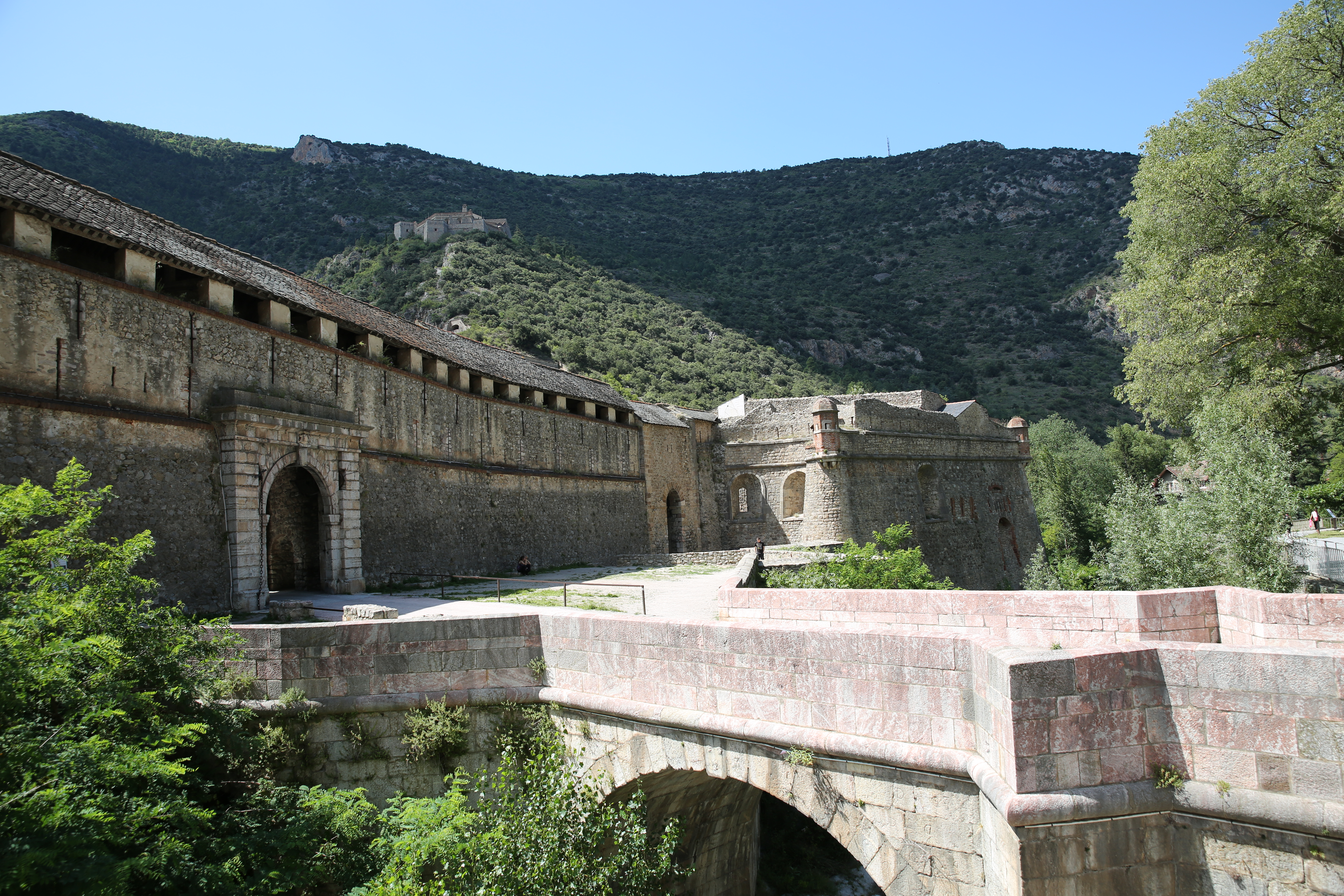
Porta del segle xviii, porta del xii, Baluard del Delfí i, dalt, el Fort Libèria
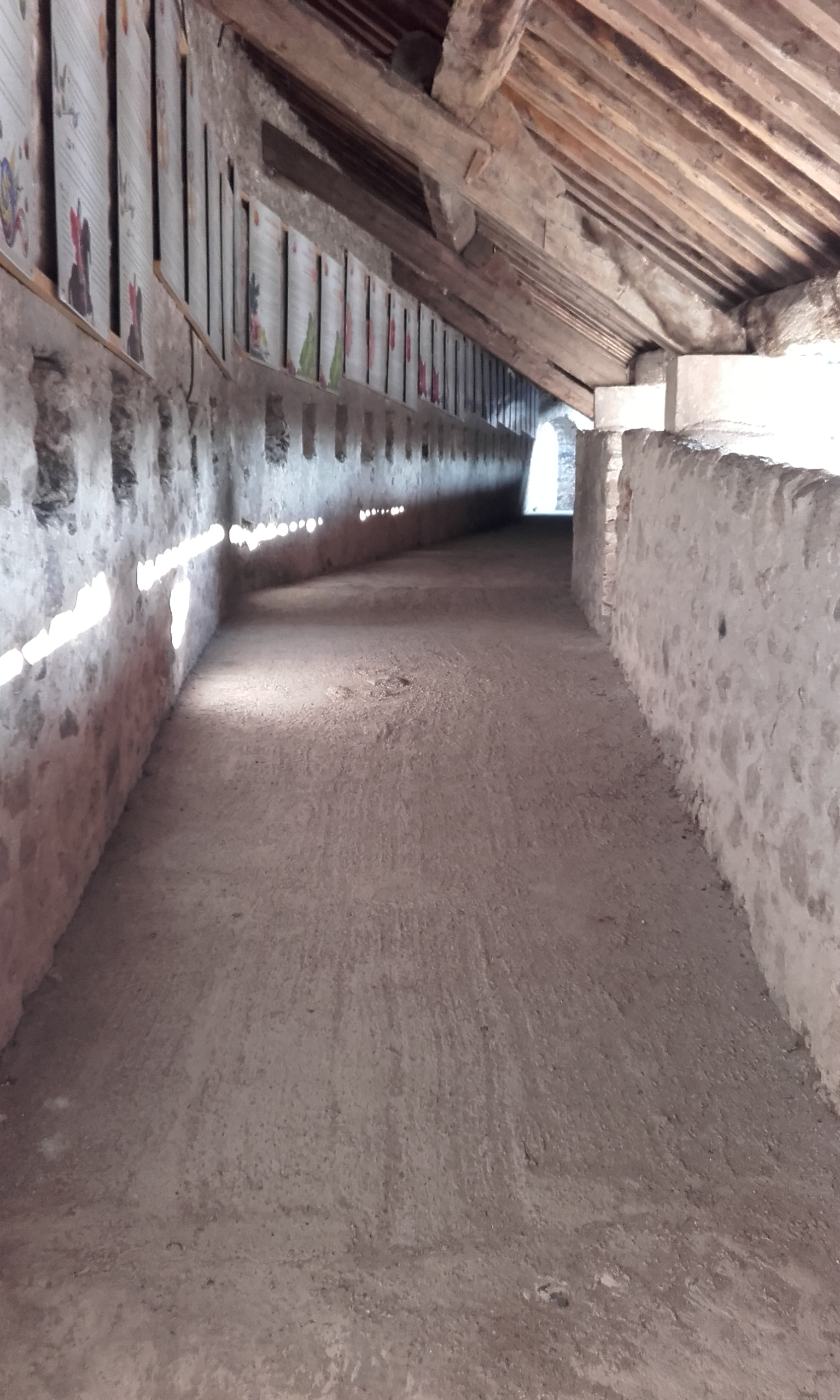
Nivell superior del camí de ronda